# Auvillars (Calvados)
Auvillars ist eine französische Gemeinde mit 224 Einwohnern (Stand: 1. Januar 2022) im Département Calvados in der Region Normandie. Sie gehört zum Arrondissement Lisieux und zum Kanton Mézidon Vallée d’Auge. Derzeitiger Bürgermeister ist Sébastien Maheut, der im Jahr 2020 gewählt wurde. Seine Amtszeit beträgt sechs Jahre.

## Lage
Nachbargemeinden sind Beaufour-Druval im Nordwesten, Bonnebosq im Nordosten, Le Fournet im Osten, Formentin und Manerbe im Südosten, La Roque-Baignard im Süden, Léaupartie im Südwesten und Repentigny im Westen. Das Gemeindegebiet wird vom Flüsschen Dorette durchquert.

## Bevölkerungsentwicklung
| Jahr      | 1962 | 1968 | 1975 | 1982 | 1990 | 1999 | 2007 | 2015 |
| --------- | ---- | ---- | ---- | ---- | ---- | ---- | ---- | ---- |
| Einwohner | 224  | 185  | 177  | 158  | 178  | 178  | 209  | 242  |

## Sehenswürdigkeiten
- Kirche Saint-Germain, seit 1926 als Monument historique ausgewiesen

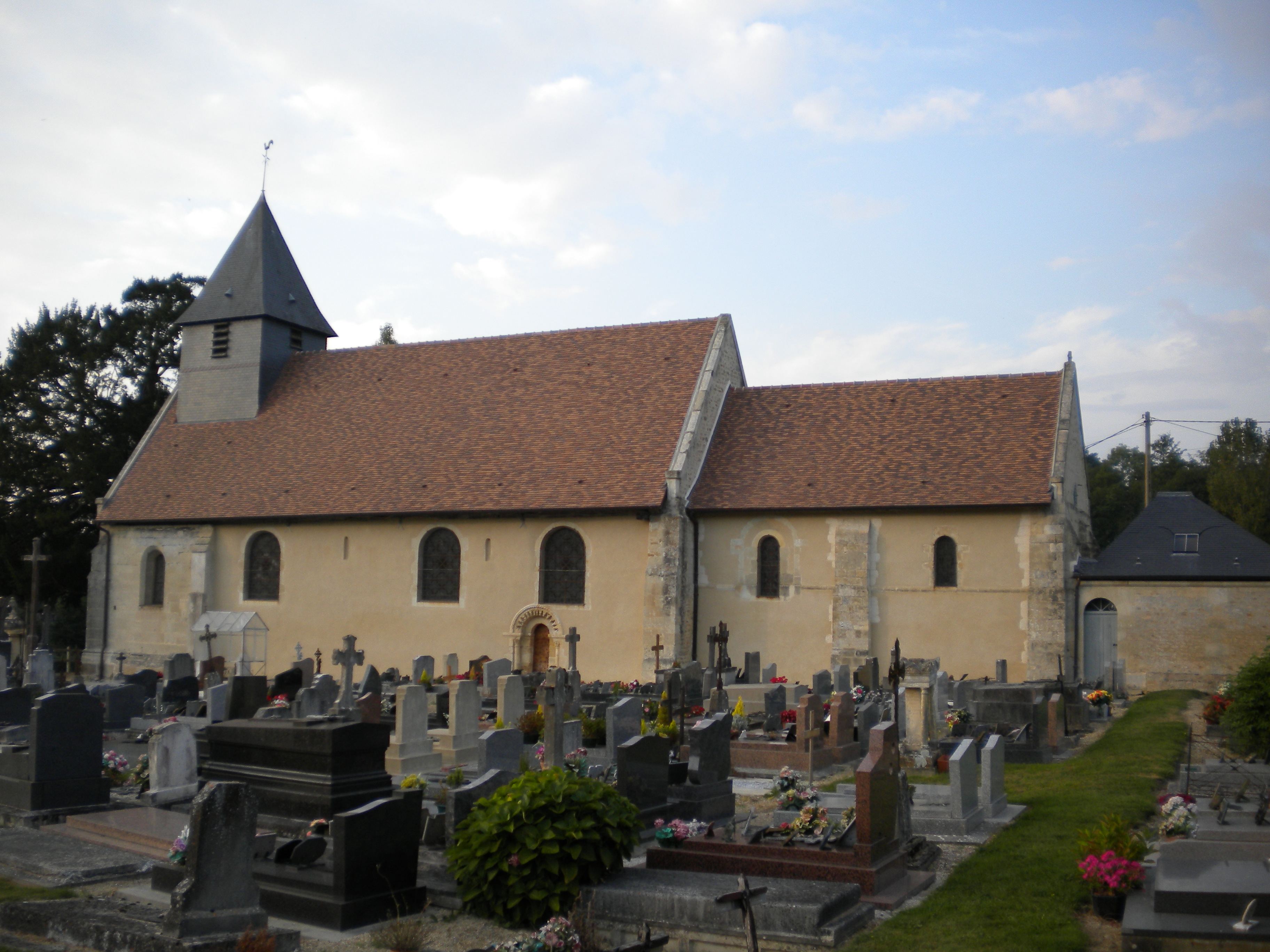
Kirche Saint-Germain